# SCHOOL NINE
『SCHOOL NINE』（スクール・ナイン）は、ジャパンエフエムネットワーク（JFNC）制作で2007年4月2日から2016年9月29日までの9年半に渡ってJFN系列の一部の放送局で放送されていたラジオ番組。

## 概要
「元気！」・「ちょっぴり背伸びな、大人の学校」をコンセプトに、4組のお笑い芸人が日替わりでパーソナリティを担当するバラエティ番組で、月・水曜日のみUstreamで同時配信している（BGMはカット）。タイトルやコンセプトに「学校」が入っているが、特に学校を意識した構成や演出は見られない。
2007年4月2日から放送がスタートし、9年半に渡って放送されてきた。しかし同番組は2016年9月29日にとうとう最終回を迎えて放送が終了し、9年半の長い歴史に幕を下ろした。
2016年9月12日放送分にて、同月いっぱいで放送終了する事が告知された。

## 放送時間
2016年9月現在（放送時間はすべてJST）。
- 月曜日 - 水曜日：21:00 - 21:55
  - 一部の局を除き21:00 - 21:45（詳細は後述）。
- 木曜日：21:00 - 21:45

## パーソナリティ
- 月曜日：東京03（豊本明長・飯塚悟志・角田晃広）（2010年10月 - ）
- 火曜日：ダイノジ（大地洋輔・大谷ノブ彦）（2008年1月 - ）
- 水曜日：サンドウィッチマン（伊達みきお・富澤たけし）（2009年4月 - ）
  - ゆっけジェニー（スチューベン） - Ustream、JFN PARK[注釈 1]担当
- 木曜日：トータルテンボス（大村朋宏・藤田憲右）（2007年4月 - ）

### 過去のパーソナリティ
- 月曜日：まちゃまちゃ（2007年4月 - 2009年3月）
- 月曜日：ザ・パンチ（パンチ浜崎・ノーパンチ松尾）（2009年4月 - 2010年9月）
- 火曜日：ルー大柴（2007年4月 - 2007年12月）
- 水曜日：中村豪（やるせなす）（2007年4月 - 2009年3月）

## 日替わりコーナー
2016年9月終了時点。
- 月曜日
  - 一週間大喜利 - 一週間前に出題されたお題に対する回答と、その回答をどんなシチュエーションで思いついたのかをリスナーから募集するコーナーで、リスナーだけでなく東京03の3人も参加し、面白かった回答には番組ステッカーがプレゼントされる。
- 火曜日
  - ゲストコーナー
- 水曜日
  - ○○の定義 - ○○の箇所には週替わり[注釈 2]で決められたお題が入り、そのお題に対する回答をリスナーから募集する大喜利コーナー。サンドウィッチマンの2人がリスナーの回答力やネタの面白さに応じたポイントをそれぞれ付けていき、その週の放送で最も高ポイントを獲得したリスナーに番組ステッカーがプレゼントされる。
- 木曜日
  - イントロクイズ - リスナー1名に逆電を掛けて「キング藤田」と全3問のイントロクイズ対決をするというコーナーで、リスナーが解答権を得るためにはラジオネームを叫ばなければならない。リスナーが勝利すればトータルテンボスのサイン色紙がプレゼントされ、「ダブルアップチャンス」（一本勝負）への挑戦権が与えられる（リスナーが敗北時にもチャンスが与えられる場合がある）が、拒否する事も可能。ダブルアップチャンスに挑戦し勝利した場合はサイン色紙に加えてサイン入り番組ステッカーもプレゼントされるが、敗北してしまうとサイン色紙は没収された上、トータルテンボスが決めたラジオネームへ強制的に変更されてしまう。

※ゲストが登場した日はコーナーを休止する場合がある。その他、曜日毎にメッセージテーマを設定し、リスナーからメッセージを募集している。また、不定期で本番組全体の企画を行う場合がある。詳細は後述。

### 過去のコーナー（一部）
- 月曜日
  - 豊本のプロレスコーナー - 豊本がプロレス関連の音楽を最初に流した後、3分程度プロレスについて語るコーナー。飯塚と角田は全くもって興味が無いため何度か潰されることもある。
- 火曜日
  - 山下真司は童貞だ！
  - 大地家の人々
  - D-1グランプリ（誰なんだ芸人グランプリ）（不定期で行われるコーナー。よしもとクリエイティブ・エージェンシー所属の新人芸人が放送中にネタを披露して毎回グランプリを決めている。主な参加芸人は、ペンギンナッツ、catch!、ツーナッカン、師匠と弟子など。）

## ネット局
2015年9月終了時点でJFN系列38局中25局がネットしていたが、月曜日 - 水曜日に関しては2012年7月2日以降、『LOVE in Action』（FM OSAKA制作、JFN系38局ネット）の放送時間変更に伴い、FM香川・Hi-Six・Air-Radio FM88・μFM以外の局は21:45で終了となった。その場合はドコデモFM・LISMO WAVE・radiko（太字）・Ustream（月・水曜日のみ）のいずれかの手段で補完可能。木曜日は全ネット局共21:45で終了。
曜日表記は◎：フルネット、○：21:45で終了、×：未ネットを表す。
| 放送対象地域  | 放送局                  | 月 | 火 | 水 | 木 | 備考                      |
| ------------- | ----------------------- | -- | -- | -- | -- | ------------------------- |
| 青森県        | AFB                     | ○  | ○  | ○  | ×  | [ 注釈 3 ]                |
| 岩手県        | FM岩手                  | ○  | ○  | ○  | ◎  |                           |
| 宮城県        | Date fm                 | ○  | ○  | ○  | ◎  |                           |
| 秋田県        | AFM                     | ○  | ○  | ○  | ◎  |                           |
| 山形県        | Rhythm Station          | ○  | ○  | ○  | ◎  |                           |
| 福島県        | ふくしまFM              | ○  | ○  | ○  | ◎  |                           |
| 群馬県        | FMぐんま                | ○  | ○  | ○  | ◎  |                           |
| 栃木県        | RADIO BERRY             | ○  | ○  | ○  | ◎  |                           |
| 新潟県        | FM-NIIGATA              | ○  | ○  | ○  | ◎  |                           |
| 長野県        | FM長野                  | ○  | ○  | ○  | ◎  |                           |
| 石川県        | HELLO FIVE              | ○  | ○  | ○  | ◎  |                           |
| 福井県        | FM福井                  | ○  | ○  | ○  | ◎  |                           |
| 岐阜県        | FM GIFU                 | ○  | ○  | ○  | ◎  |                           |
| 三重県        | レディオキューブ FM三重 | ○  | ○  | ○  | ◎  |                           |
| 滋賀県        | e-radio                 | ○  | ○  | ○  | ◎  |                           |
| 鳥取県 島根県 | V-air                   | ○  | ○  | ○  | ◎  |                           |
| 岡山県        | FM OKAYAMA              | ○  | ○  | ○  | ◎  |                           |
| 山口県        | FMY                     | ○  | ○  | ○  | ◎  |                           |
| 香川県        | FM香川                  | ◎  | ◎  | ◎  | ×  | 月曜は第1・4・5週のみ放送 |
| 高知県        | Hi-Six                  | ×  | ◎  | ◎  | ×  |                           |
| 佐賀県        | FMS                     | ○  | ○  | ○  | ◎  |                           |
| 長崎県        | FM Nagasaki             | ○  | ○  | ○  | ◎  |                           |
| 熊本県        | FMK                     | ○  | ○  | ○  | ◎  |                           |
| 大分県        | Air-Redio FM88          | ×  | ◎  | ×  | ×  |                           |
| 鹿児島県      | μFM                     | ◎  | ◎  | ×  | ×  |                           |

### 過去のネット局
| 放送対象地域 | 放送局   | 月 | 火 | 水 | 木 | 備考                |
| ------------ | -------- | -- | -- | -- | -- | ------------------- |
| 富山県       | FMとやま | ○  | ○  | ○  | ◎  | 2016年3月で放送終了 |

## 過去に行われた特別企画

### 曜日対抗記憶力レース
2008年10月6日 - 9日放送。各曜日に招かれたゲストが挑戦者となり、記憶力を競った特別企画。今回は、東北新幹線・東海道新幹線・山陽新幹線の八戸駅から博多駅までの駅名を順番にいくつ覚えることができるかを競った。また、リスナーは挑戦者がどの駅まで覚えることができるかを予想し、メールを投稿した。予想が的中した者には、特製福袋とカリフォルニア産フローズンヨーグルト半額券が寄与された。
- 月曜日：挑戦者 - YGA所属 安田由紀子 記憶駅数 3（いわて沼宮内駅まで）。
- 火曜日：挑戦者 - ダイノジ大地洋輔 記憶駅数30（浜松駅まで）。
- 水曜日：挑戦者 - 我が家谷田部俊 記憶駅数25（熱海駅まで）。
- 木曜日：挑戦者 - アッハー小泉 記憶駅数 4（盛岡駅まで）。

### スピリチュアルナイン
2008年12月8日 - 11日放送。スピリチュアルカウンセラーでミュージシャンでもあるHARU（はる）を招き、番組に寄せられたリスナーの悩みを電話を介して解決するという趣旨の特別企画で、本番組では珍しい、電話での企画となった。

## ノベルティーグッズ
- 番組ステッカー

全ての曜日を集めないと一つのデザインにはならないステッカーになっている。また、連絡先が記載漏れの場合は翌週までに報告しないと当選が無効になる可能性がある旨が公式サイトで告知された。また、JFN PARK限定ステッカーも作成されており、こちらはトークルームへの投稿リスナーがプレゼント対象になる。

## 音楽
- オープニングジングル：「未来」 - ニホンジン
- テーマ曲（各曜日オープニング・水曜日のみエンディング）：曲名不詳 - 同上
- CM前・後ジングル：「Melody Box」・「お笑い芸人」 - 同上
- 21:45で終了する局向けのエンディングテーマ（水曜日）：「Answer」 - AiLi